# Estrada de ferro Addis Ababa–Djibuti
A Ferrovia Addis Abeba–Djibuti é um caminho de ferro internacional inaugurado por completo em janeiro de 2017. Possui bitola padrão e liga Addis Abeba (2 355 metros (7 700 pé) acima do nível do mar) com o porto de Djibuti no Golfo de Aden, proporcionando à Etiópia um alcance ao mar já que o país não tem saída para o mar. Com a construção da estrada de ferro o acesso para o mar foi facilitado (Mar Vermelho e do Oceano Índico). Mais de 95% do comércio da Etiópia passa através de Djibuti, representando 70% da atividade no porto de Djibuti. O padrão de ferrovia, substitui a abandonada Ferrovia Ethio-Djibuti, que possuía bitola métrica ferroviária construída pelos franceses entre 1894 e 1917.
A nova linha foi construída entre 2011 e 2016, pelo Grupo China Railway e pela China Civil Engineering Construction Corporation. O financiamento para a nova linha foi fornecido pelo Exim Bank of China, o Banco de Desenvolvimento da China e o Banco Industrial e Comercial da China. Um total de US$4 bilhões de dólares foram investidos para a ferroviária. O serviço de avaliação começou em outubro de 2016 e o serviço regular de transportes em 2017. A seção etíope da linha foi inaugurada em 5 de outubro de 2016 e a linha completa foi declarada totalmente concluída em 10 de janeiro de 2017, quando foi realizada uma cerimônia na estação Nagad para inaugurar a seção Djibuti.

## Rota
Para a maior parte de seu comprimento, a ferrovia é paralela ao metro abandonado da Ethio-Djibouti Railway. No entanto, o padrão-bitola ferroviária é construída sobre novo caminho, mais reto que permite velocidades muito mais altas. Novas estações foram construídas fora dos centros da cidade e as antigas estações foram descomissionadas.
A linha é dupla para os primeiros 115 km de Sebeta até Adama e pista única de Adama para o mar.
A ferrovia começa em Sebeta (2.356 metros acima do nível do mar), fora da cidade capital etíope de Addis Ababa, onde foram construídas duas novas estações ferroviárias: Furi-Labu e Kaliti, que serão conectadas também com o novo Trilho leve urbano. Em Bishoftu, atravessa a via expressa de Addis Ababa-Adama pela primeira vez. A linha segue então para o sudeste ao longo da via expressa até alcançar Adama, onde gira o nordeste para Dire Daua. Em Awash, há uma junção com a estrada de ferro de Mek'ele-Awash. Depois de passar Dire Daua, a estrada de ferro dirige diretamente para Djibouti. Atravessando a fronteira entre Dewele e Ali Sabieh e chega ao terminal de passageiros de Djibouti na estação ferroviária Nagad, perto do Aeroporto Internacional de Djibouti-Ambouli. Os trens de carga continuam até o porto de Doralé com combustível a diesel.